# Campeonato Tocantinense Segunda Divisão
Il Campeonato Tocantinense Segunda Divisão è il secondo livello calcistico nello stato del Tocantins, in Brasile.

## Stagione 2020
- Alvorada (Alvorada)
- Araguaína (Araguaína)
- Gurupi (Gurupi)
- Taquarussú (Palmas)
- Tocantins de Miracema (Miracema do Tocantins)

## Albo d'oro
| Anno | Campione              |
| ---- | --------------------- |
| 2009 | Interporto            |
| 2010 | Guaraí                |
| 2011 | Tocantins de Palmas   |
| 2012 | Araguaína             |
| 2013 | Tocantins de Miracema |
| 2014 | Guaraí                |
| 2015 | Tocantins de Miracema |
| 2016 | Sparta                |
| 2017 | Araguaína             |
| 2018 | Atlético Cerrado      |
| 2019 | Capital               |
| 2020 | Gurupi                |

## Titoli per squadra
| Squadra               | Città                 | Titoli |
| --------------------- | --------------------- | ------ |
| Araguaína             | Araguaína             | 2      |
| Guaraí                | Guaraí                | 2      |
| Tocantins de Miracema | Miracema do Tocantins | 2      |
| Atlético Cerrado      | Paraíso do Tocantins  | 1      |
| Capital               | Palmas                | 1      |
| Gurupi                | Gurupi                | 1      |
| Interporto            | Porto Nacional        | 1      |
| Sparta                | Araguaína             | 1      |
| Tocantins de Palmas   | Palmas                | 1      |